# Дейдамея (дъщеря на Еакид)
Вижте пояснителната страница за други личности с името Дейдамея.
Дейдамея (на старогръцки: Δηιδάμεια, Deidameia, † 298 г. пр. Хр.) е дъщеря на цар Еакид от Епир и съпругата му царица Фтия, и сестра на цар Пир от Епир от династията на Еакидите.
Още като малка нейната леля Олимпия я омъжва през 317 г. пр. Хр. за Александър IV Македонски, синът на Александър Македонски.
През пролетта 316 г. пр. Хр. Касандър обсажда царската фамилия, заедно с Дейдамея, в Пидна и малко след това я затваря. Цар Александър IV Македонски остава до неговото убийство 310 г. пр. Хр. в ареста. Не е ясно дали Дейдамея е при него, но тя остава жива.
През 303 г. пр. Хр. по времето на празник на Хера в Аргос Дейдамея е омъжена за цар Деметрий I Полиоркет. Тя е неговата трета жена и ражда син Александър (* сл. 303 г. пр. Хр., † сл. 246/240 г. пр. Хр.)
След загубата на битката при Ипса 301 г. пр. Хр. управлението на Деметрий в Гърция се прекратява. По това време Дейдамея е в Атина (с резиденция Партенон). Новите владетели изгонват Дейдамея от града и я завеждат в Мегара, която още е привърженик на Деметрий. От там тя отива през 299 г. пр. Хр. в Киликия, която Деметрий е завладял обратно от Плейстарх, където малко след това умира.